# HD107736
HD107736 — хімічно пекулярна зоря спектрального класу F0, що має видиму зоряну величину в смузі V приблизно  8,9.
Вона  розташована на відстані близько 901,0 світлових років від Сонця.